# Система Комстока-Нідема
Система Комстока-Нідема (англ. Comstock-Needham system) – система, розроблена Джоном Комстоком (John Comstock) та Джорджем Нідемом (George Needham) 1898 року, що використовується для позначення крилових жилок комах. Вона була важливим досягненням, оскільки показувала гомологічність крил всіх комах.

## Назви жилок

### Поздовжні жилки

Жилкування крила комах. Назви подано за системою Комстока-Нідема

За системою Комстока-Нідема кожна жилка має окрему назву. Виділяють шість основних поздовжніх жилок, які мають такі назви (від переднього краю крила назад):
- Костальна (costa, C)
- Субкостальна (subcosta, Sc)
- Радіальна (radius, R)
- Медіальна (media, M)
- Кубітальна (cubitus, Cu)
- Анальні (anal, A)

Всі жилки, окрім костальної та анальних, можуть мати галуження. В такому разі, кожному галуженню дають номер починаючи від переднього краю крила. Наприклад, дві гілки субкостальної жилки називатимуться перша субкостальна та друга субкостальна жилка (Sc1, Sc2.).
Як правило, радіальна жилка має лише одне розгалуження близько до основи крила, і дає дві жилки: першу радіальну (R1) та радіальний сектор (Rs). Радіальний сектор може галузитися ще двічі.
Медіальна жилка також галузиться двічі, таким чином чотири медіальні жилки доходять до краю крила.
Відповідно до системи Комстока-Нідема, кубітальна жилка має лише одне галуження, і утворює першу та другу кубітальні жилки. Згідно з деякими авторами, перша кубітальна жилка може знову галузитись, утворюючи жилки Cu1a та Cu1b.
Анальних жилок декілька (причому, вони зазвичай нерозгалужені), вони позначаються 1А, 2А і т.д.

### Поперечні жилки
Поперечні жилки з’єднують поздовжні і мають відповідні назви (наприклад, медіо-кубітальна жилка m-cu). Деякі поперечні жилки мають власні назви, такі як гумеральна жилка (h) та секторальна (s).

## Назви комірок

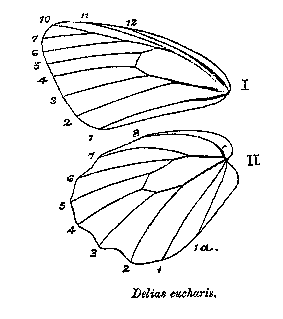
Жилкування крила метеликів (Lepidoptera)

Коміркам дають назви за жилками, що обмежують їх спереду. Наприклад, комірку, що знаходиться між жилками Sc2 та R1 позначають, як жилку - Sc2.
У випадку, коли декілька комірок спереду відгороджені однією поздовжньою жилкою, їх позначають, наприклад, перша R1, друга R1 і т.д. Нумерацію починають від основи крила.
Якщо комірка спереду обмежена жилкою, що галузиться, наприклад R2 і R3, її називають за жилкою, що перетинається з поперечною жилкою, розташованою ближче до краю крила, в даному випадку - R3.